# Тбилисская духовная семинария
Тбили́сская духо́вная семина́рия (груз. თბილისის სასულიერო სემინარია, ранее Тифли́сская духо́вная семина́рия) — духовное среднее учебное заведение, действовавшее с 1817 года по 1919 год в Грузинском экзархате Русской православной церкви; с 1993 года возобновлено как высшее православное образовательное учреждение Грузинской православной церкви.

## История
Семинария была открыта в 1817 году в Тифлисе и располагала двумя классами: богословия и риторики; обязательными предметами считались здесь также церковнославянский, всемирная история, математика, словесность, французский и немецкий языки.
В 1838 году двумя представителями итало-швейцарской династии  архитекторов братьями Джованни и Джузеппе Бернардацци на Пушкинской улице против Пушкинского сквера (Эриванская, ныне Свободы, площадь) было построено здание Тифлисской семинарии, которое часто называли домом Зубалова (по имени его владельца). В 1872 году введён запрет на использование грузинского языка для преподавания в семинарии. 
В 1891 году указом императора ректор семинарии стал по должности членом Грузино-Имеретинской синодальной конторы.
Семинария известна также тем, что в ней учились будущие советские партийные и государственные деятели Иосиф Джугашвили (поступил в 1894 году), Анастас Микоян (поступил в 1906 году) и Геворк Алиханян. По свидетельствам[где?] современников[каких?], здесь были строгий порядок и почти военная дисциплина. Семинария, несомненно, повлияла на Джугашвили. В годы учёбы он вступил в связь не только с первыми кружками марксистов, но и с первыми рабочими группами, образовавшимися на предприятиях Тифлиса, в 1898 году стал членом «Месаме-даси» — первой грузинской социал-демократической организации. 29 мая 1899 года, на последнем году обучения, он был исключён с мотивировкой «за неявку на экзамены по неизвестной причине».
Во время обучения в семинарии Иосиф Джугашвили сочинял стихи. Доктор исторических наук Александр Островский описывал посещение Сталиным редакции газеты «Иверия» с целью их публикации. Его принял сам главный редактор газеты, поэт и писатель князь Илья Чавчавадзе. Он высоко оценил стихи начинающего поэта и направил Джугашвили к секретарю редакции Григорию Кипшидзе. Именно Кипшидзе отобрал пять стихотворений среди принесённых юношей для публикации. Стихотворение же «Старец Ниника» было напечатано в следующем году — в газете «Квали», которую издавал поэт и публицист Георгий Церетели.

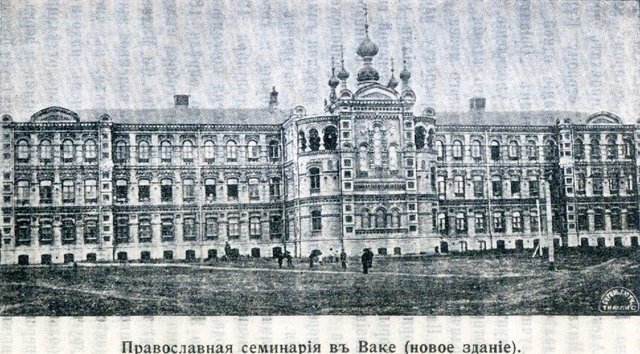
Новое здание семинарии в Ваке

В 1903 году в районе Ваке на Цхнетской улице (ныне проспект Чавчавадзе) было начато строительство нового комплекса духовной семинарии. Автором проекта выступил архитектор Александр Рогойский. В 1912 году семинария переехала в новое здание, а старое было переоборудовано под гостиницу «Царские номера».
В 1917 году семинария была закрыта, а здание реквизировано.
С 1950 года в старом здании семинарии на Пушкинской улице расположился Музей искусств Грузии — официально известный как Музей изобразительных искусств имени Шалва Амиранашвили.
Некоторые здания семинарии в районе Ваке уцелели. В настоящее время это 9-я городская больница.

## Возобновление деятельности семинарии
С 1990-х годов  по благословению Католикоса-Патриарха всея Грузии Илии II Тбилисская духовная семинария была вновь открыта в новых помещениях.

## Ректоры
- 1817—1818 — Виталий (Борисов-Жегачёв), архимандрит
- 1818—18?? — Ириней (Ключарёв), архимандрит
- 1837—1840 — Сергий (Орлов), архимандрит
- 1851—1858 — Израиль (Лукин), архимандрит
- 1858—1860 — Фотий (Щиревский), архимандрит[6]
- 1860—1868 — Викторин (Любимов), архимандрит
- до 1874 – архимандрит Валентин (фамилия неизвестна)
- 1875 — Корнилий (Орлинков), архимандрит
- 1875—1879 — Авраамий (Летницкий), архимандрит
- 1879—1883 — Мисаил (Крылов), архимандрит
- 1883—1886 — Павел Чудецкий, протоиерей
- 1886—1889 — Паисий (Виноградов), архимандрит
- 1889—1891 — Николай (Зиоров), архимандрит
- 1891—1893 — Тихон (Морошкин), архимандрит
- 1893—1898 — Серафим (Мещеряков), архимандрит
- 1898—1901 — Гермоген (Долганёв), архимандрит
- 1901—1902 — Стефан (Архангельский), архимандрит
- 1902—1906 — Никандр (Феноменов), архимандрит
- 1906—1907 — Григорий (Вахнин), архимандрит
- 1907—1911 — Пимен (Пегов), архимандрит
- 1911—1914 — Иерофей (Померанцев), архимандрит
- 1914—1916 — Мелхиседек (Паевский), архимандрит
- 1916—1921 — Корнелий Самсонидзе-Кекелидзе, протоиерей
- 1988—1989 — Зосима (Шиошвили), митрополит
- 1989—1993 — Иоанн (Гамрекели), митрополит
- 1993—2003 — Авраам (Гармелия), митрополит
- 2004—2005 — Феодор (Чуадзе), митрополит
- 2005—2009 — Илия II, патриарх-католикос
- С 2009 года — Георгий Звиададзе[7], протопресвитер

### Комментарии
1. ↑  В 1920-30 гг. советский партийный функционер, отчим Елены Боннэр. Расстрелян в 1937 г.

### Сноски
1. ↑  Цховребов Н. Синие корни. Документальная повесть Архивная копия от 23 сентября 2015 на Wayback Machine.
2. ↑  al-Kurd̲j̲ / Minorsky, V. and Bosworth, C.E. // Encyclopaedia of Islam. 2nd ed :  [англ.] : in 12 vol. / edited by C. E. Bosworth; E. van Donzel; B. Lewis & Ch. Pellat. Assisted by F. Th. Dijkema and S. Nurit. — Leiden : E.J. Brill, 1986. — Vol. 5. (платн.)
3. ↑  Тифлисская Духовная Семинария. tiflisgenealogy.tilda.ws. Дата обращения: 22 декабря 2024.
4. ↑  Эдельман, Ольга Валериановна. Сталин, Коба и Сосо: Молодой Сталин в исторических источниках. — М.: ВШЭ, 2016. — С. 48. — 128 с.
5. ↑  Островский А. В. Выбор пути // Кто стоял за спиной Сталина?. — М.: Центрполиграф, 2004. — С. 125. — 638 с. — 8000 экз. — ISBN 5-9524-1349-8.
6. ↑  Корсунский И. Н. Фотий (Щиревский) // Русский биографический словарь : в 25 томах. — СПб.—М., 1896—1918.
7. ↑  Ректор. www.tsas.ge. Дата обращения: 22 декабря 2024.